# Hans Kyser
Pour les articles homonymes, voir Kyser.
Hans Kyser, né le 23 juillet 1882 à Graudenz et mort le 24 octobre 1940 à Berlin, est un écrivain, scénariste et réalisateur allemand.
Il fut notamment le scénariste du film de Friedrich Wilhelm Murnau Faust, une légende allemande. Il réalisa également en 1928 une biographie filmée de Martin Luther : Luther – Ein Film der deutschen Reformation. 
Sous le Troisième Reich, il travailla pour la UFA et fut le scénariste de la troisième version de L'Étudiant de Prague réalisée par Arthur Robison. Parallèlement, il poursuivit son travail d'écrivain et de dramaturge.

## Filmographie partielle
- 1924 : Hélène de Troie (Helena) de Manfred Noa (scénario)
- 1926 : Faust, une légende allemande (Faust: Eine deutsche Volkssage) de Friedrich Wilhelm Murnau (scénario)
- 1928 : Luther (réalisation et scénario)
- 1929 : Großstadtschmetterling de Richard Eichberg (scénario)